# Huber-Paar
Ein Huber-Paar (auch affinoider Ring) ist ein spezielles Paar topologischer Ringe. Huber-Paare sind der Grundbaustein der von Roland Huber eingeführten adischen Räume, so wie kommutative Ringe die Grundbausteine von Schemata sind.

## Definition
Ein Huber-Paar {\displaystyle (A,A^{+})} besteht aus einem Huber-Ring {\displaystyle A} und einem offenen und in {\displaystyle A} ganzabgeschlossenen Teilring {\displaystyle A^{+}}, der im Ring potenz-beschränkter Elemente {\displaystyle A^{\circ }\subset A} enthalten ist.
Ein Huber-Paar heißt Tate (bzw. vollständig), falls {\displaystyle A} ein Tate-Ring (bzw. vollständiger Ring) ist.

## Beispiele
- {\displaystyle (\mathbb {Q} _{p},\mathbb {Z} _{p})} mit der {\displaystyle p}-adischen Topologie ist ein vollständiges Tate Huber-Paar. Es ist {\displaystyle p\in \mathbb {Q} _{p}^{\times }} eine topologisch nilpotente Einheit, denn {\displaystyle \lim _{n\to \infty }p^{n}=0} in der {\displaystyle p}-adischen Topologie.
- Sei {\displaystyle \mathbb {F} } ein endlicher Körper. Das Paar {\displaystyle (\mathbb {F} ((t)),\mathbb {F} [[t]])} mit der {\displaystyle t}-adischen Topologie ist ein vollständiges Tate Huber-Paar. Es ist {\displaystyle t\in \mathbb {F} ((t))^{\times }} ist eine topologisch nilpotente Einheit, denn {\displaystyle \lim _{n\to \infty }t^{n}=0} in der {\displaystyle t}-adischen Topologie.
- Ist allgemeiner {\displaystyle K} ein lokaler Körper mit Ganzheitsring {\displaystyle {\mathcal {O}}_{K}} und uniformisierendem Element {\displaystyle \varpi }, so ist {\displaystyle (K,{\mathcal {O}}_{K})} ein vollständiges Tate Huber-Paar mit Definitionspaar {\displaystyle ({\mathcal {O}}_{K},\varpi {\mathcal {O}}_{K})}.